# Retiro (San Germán)
Retiro es un barrio ubicado en el municipio de San Germán en el estado libre asociado de Puerto Rico. En el Censo de 2010 tenía una población de 6728 habitantes y una densidad poblacional de 808,24 personas por km².

## Geografía
Retiro se encuentra ubicado en las coordenadas 18°4′9″N 67°1′16″O / 18.06917, -67.02111. Según la Oficina del Censo de los Estados Unidos, Retiro tiene una superficie total de 8.32 km², de la cual 8.31 km² corresponden a tierra firme y (0.12%) 0.01 km² es agua.

## Demografía
Según el censo de 2010, había 6728 personas residiendo en Retiro. La densidad de población era de 808,24 hab./km². De los 6728 habitantes, Retiro estaba compuesto por el 84.2% blancos, el 5.69% eran afroamericanos, el 0.27% eran amerindios, el 0.12% eran asiáticos, el 0.01% eran isleños del Pacífico, el 7.85% eran de otras razas y el 1.86% pertenecían a dos o más razas. Del total de la población el 99.38% eran hispanos o latinos de cualquier raza.